# 鈴木R族引擎
鈴木R族引擎是日本鈴木公司自2010年12月起開發製造的往復式汽油引擎，前代產品為鈴木K族引擎。

## 概要
與K族引擎相隔16年才問世的R族引擎，以耐久性、抗衝擊、輕量化為設計目標，故活塞僅重96公克、引擎連桿只有336公克。

## R06A型
排氣量658c.c.的R06A型引擎採用水冷式直列三缸、12汽門的佈局，缸徑64.0mm、衝程68.2mm，壓縮比依調校程度及是否加裝EGR排氣再循環裝置，可分成9.0：1（渦輪增壓）、11.0：1（自然進氣）、11.2：1（自然進氣）、11.5：1（自然進氣）不等。馬力輸出表現也依調校程度而有所不同：
- 自然進氣版：
  - 54ps / 6,500rpm、6.4kg・m / 4,000rpm進排氣VVT
  - 52ps / 6,000rpm、6.4kg・m / 4,000rpm進排氣VVT
  - 52ps / 6,500rpm、6.4kg・m / 4,000rpm進排氣VVT
  - 50ps / 5,700rpm、6.4kg・m / 3,500rpm進氣VVT
  - 49ps / 5,700rpm、6.3kg・m / 3,500rpm進氣VVT
  - 49ps / 6,500rpm、5.9kg・m / 4,000rpm無VVT
- 渦輪增壓附中冷器版：
  - 64ps / 6,000rpm、9.7kg・m / 3,000rpm進氣VVT
  - 64ps / 6,000rpm、10.0kg・m / 3,000rpm進氣VVT

車型：
- 2009年-2014年：第七代鈴木Alto Eco
- 2012年-2017年：第五代鈴木Wagon R
- 2013年-2018年：第二代馬自達Flair Wagon
- 2013年迄今：第十一代鈴木Carry DA16T
- 2013年迄今：鈴木Spacia MK32S/42S
- 2014年迄今：鈴木Hustler MR31S/MR41S
- 2014年迄今：第八代鈴木Alto HA36S/36V
- 2014年迄今：馬自達Flair Crossover MS31S
- 2015年迄今：第五代馬自達Scrum DG17
- 2015年迄今：第三代鈴木Alto Lapin HE33S

## 內部連結
- 鈴木引擎列表

## 外部連結
- （日語）スズキ：R06A型エンジン